# 허지안

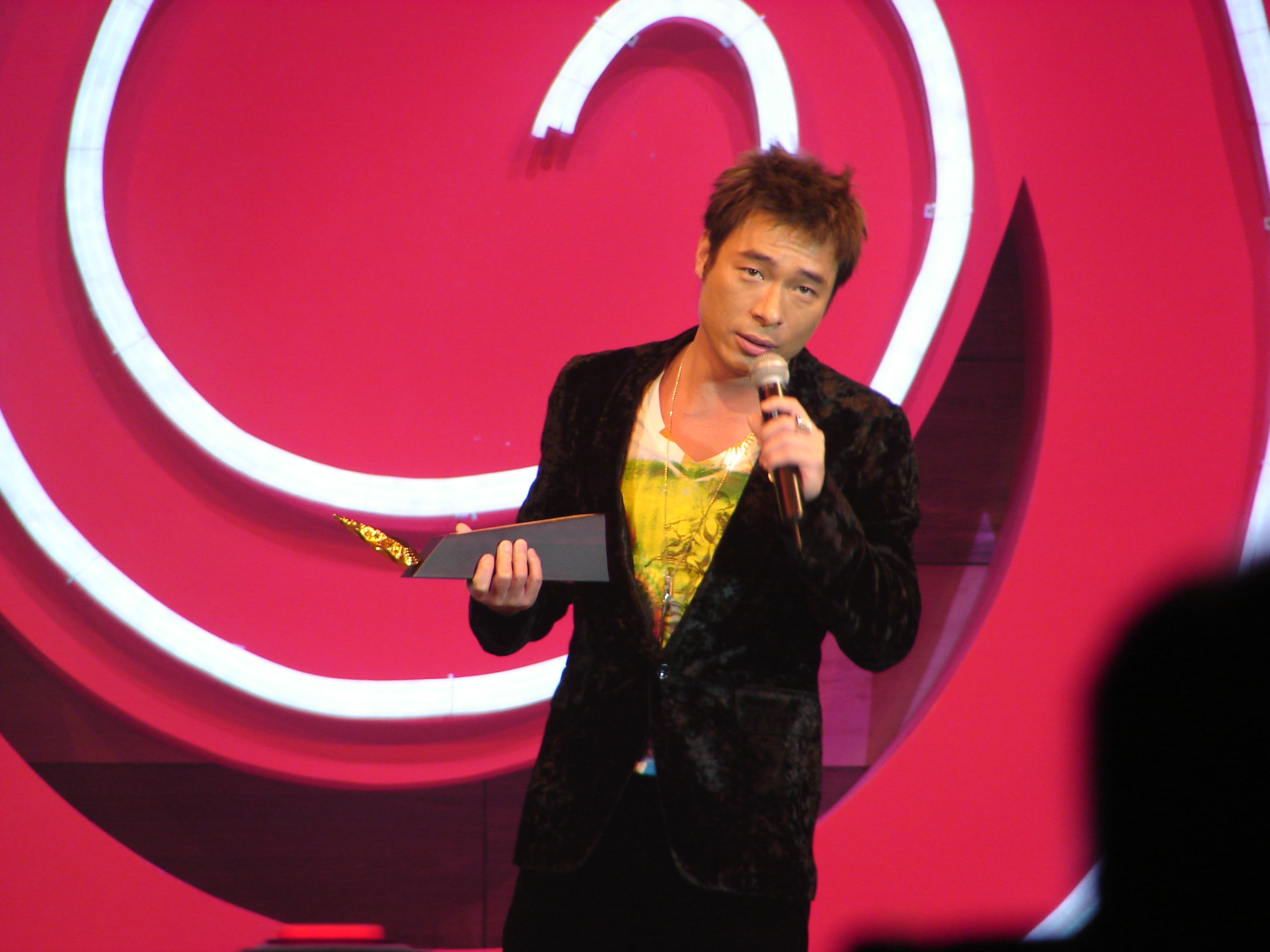

허지안(許志安, 1967년 8월 12일 ~ )은 홍콩 배우이다. 영어 이름은 Andy Chi-On Hui이다.

2019년 4월에 actree jacqueline wong( chinese characters: 黃心穎 ) korean: 과 스캔들

## 주요 작품
- 72가조객 (2010), 홍콩 | 코미디, 드라마 | 감독 증지위
- 사신사료 (2009), 홍콩 | 코미디 | 감독 구예도
- 친밀 (2008), 홍콩 | 로맨스/멜로, 드라마 | 감독 안서
- 코마 (2004), 홍콩 | 스릴러, 공포 | 감독 나지량